# Cortland, Illinois
Cortland là một thị trấn thuộc quận DeKalb, tiểu bang Illinois, Hoa Kỳ. Năm 2010, dân số của thị trấn chưa hợp nhất này là 4270 người.

## Dân số
Dân số qua các năm:
- Năm 2000: 2066 người.
- Năm 2010: 4270 người.